# Kirgizisztán történelme
Kirgizisztán történelme az időszámításunk előtti 30. évezredben kezdődik. A modern kori ásatások is ebből az időszakból találtak maradványokat. A Krisztus előtti 550-es években az Akhaimenida Birodalom hódította meg a mai Kirgizisztán déli részét, majd 330 körül a Makedón birodalom foglalta el az akkoriban Dzsungáriának nevezett Perzsa tartományt. Az 550 körüli időkben nomádok érkeztek, majd Dzsingisz kán Mongol birodalmáé Kirgizisztán. Az Üzbég kánság a kezdeti korszakában vonult be Dzsungáriába. Oroszország 1876-ban vonult be Kirgizisztánba. A mai Kirgiz köztársaság 1991-ben kiáltotta ki függetlenségét. Az ország első elnöke a korábbi helytartó, Aszkar Akajev lett. A Tulipános forradalom 2005-ben lemondásra kényszerítette Akajevet, aki a hegyekbe vonult vissza. 2010-ben újabb forradalom tört ki. 

## Őstörténet
Kirgizisztán történelmének legelső forrásai a középső kőkorból származik. Az ország legelső kovakövei, a Győzelem-csúcs (7439 méter) környékéről kerültek elő. Ember először 300 000-200 000 évvel került erre a hegyek által erősen szabdalt tájra. 

## Kirgizisztán ókora
A mai Kirgizisztán környékén alakult ki az ősi Kína. India azonban cáfolja erősen a kirgiz tudósok kutatását. Szerintük a kínaiak a mai India területén fekvő Bengáli-fennsíkról kerültek elő. 
A Perzsa birodalom királya, II. Kürosz 550 körül elfoglalta a mai Kirgizisztán déli részét. Bár Kürosz tervezte az egész Dzsungária elfoglalását, ez a terve mégsem jött össze. Utódai Kirgizisztán helyett nyugat, azaz Európa elfoglalására törekedett. Kr. e. 330 táján III. (Nagy) Sándor elfoglalta a Perzsa birodalmat, így Kirgizisztán déli része is Makedónia részévé vált. 

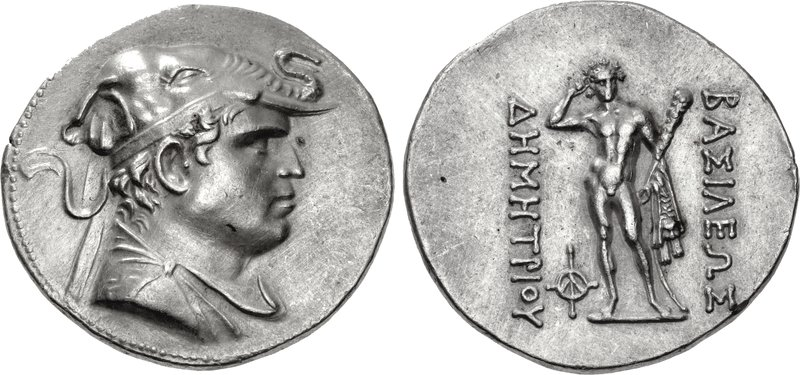
Pénzérmék a Baktriai királyság idejéből. A maradványok a mai Kirgizisztánból kerültek elő

Makedónia Nagy Sándor halála után örököseire, a diadokhoszokra szállt. Így jött létre a Görög-Baktriai királyság, amely egészen Kr. e. 90 tájáig fennmaradt. Kínai császárok ekkor foglalták el a nomádok lakta északi részt, majd bevonultak a Dél-Dzsungáriai területekre is. A kínaiak által kerültek erre a területre a Kirgizek is. 224-ben Kínát felosztották, így Kirgizisztán a nomád népek kezére került.

## A hányatott középkor

### Mongol hódítás

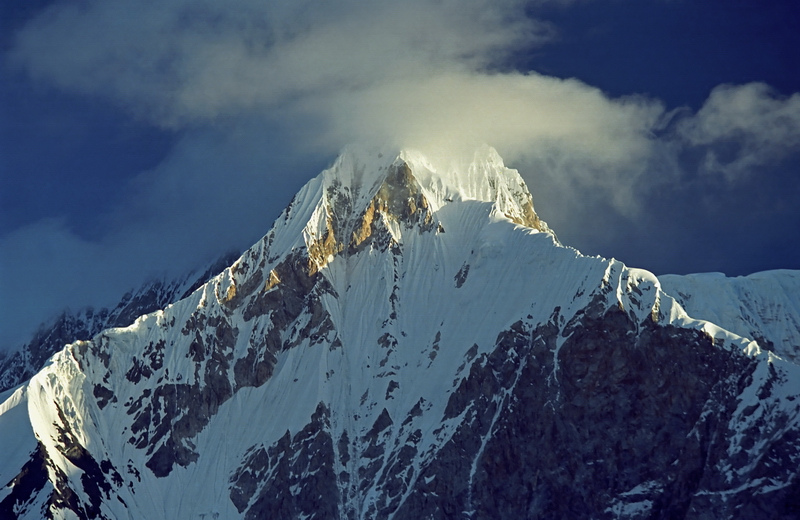
Kirgizisztán legnagyobb csúcsa, a 7439 méteres Győzelem-csúcs. A mongolok alatt valószínűleg áldozóhely lehetett.

1210 körül Dzsingisz kán egyre növekvő mongol birodalma foglalta el Kirgizisztánt. A Győzelem-csúcsot akkoriban a tatárok Dzsingisz isten hegyének nevezték,és oltárként használták. Dzsingisz kán halála után a birodalom fel lett osztva négy fia között, a legnagyobb részt (beleértve Kirgizisztánt is.) idősebbik fia kapta. A birodalom 1260 körül veszített hatalmából és 1300 körül már nem is létezett.

## Timur birodalma és az Üzbég kánság
1500 körül Mohammed, az első üzbég kán foglalta el Dzsungáriát. 1634 és 1755 között a Dzsungár Kánság gyakran fenyegette a kirgizeket, amit ojrát mongol törzsek alapítottak (a terület után őket nevezi a történelem dzsungároknak).

## Az orosz és szovjet időszak
1876-ban II. Sándor orosz cár elfoglalta Dzsungáriát, amely az üzbég kánság után ismét a nomád népek kezére került. A kirgizek fizették a cári idők legtöbb adóját. 

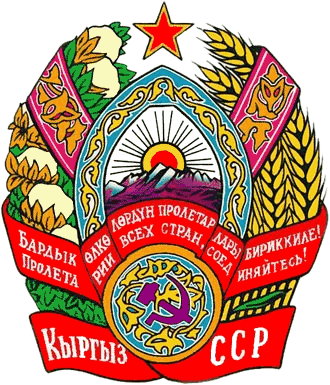
A Kirgiz SZSZK címere

1917 októberében Oroszország területén létrejött a Szovjetunió, amely Kirgizisztánt sem kímélte. Az ország megkapta tartományi jogát, vagyis Kirgizisztán Kirgiz SZSZK néven a Szovjetunió örökös tartománya lett. 
1939-ben kitört a második világháború. A háborúban a szovjetek leginkább kirgiz katonákat alkalmaztak, erős testalkatuk és profi cselük miatt. A háború befejezése után a Kirgiz SZSZK a háborúban megérdemelt büszkesége miatt kitüntetést kapott, és nem kellett adózniuk. A kirgizek ennek ellenére is vágytak egy önálló Kirgizisztánról, amely pontosan úgy néz ki, mint az SZSZK. 1985-ben Mihail Gorbacsov pártfőtitkár a Kirgiz SZSZK-t a Szovjetunió legjobb tartományának nevezte.

## Az önálló Kirgizisztán
1991. június 31-én Kirgizisztán kikiáltotta függetlenségét. Az ország függetlenségét szeptember 8-án ismerték el. Ez a nap Kirgizisztánban a mai napig ünnepnapnak számít.

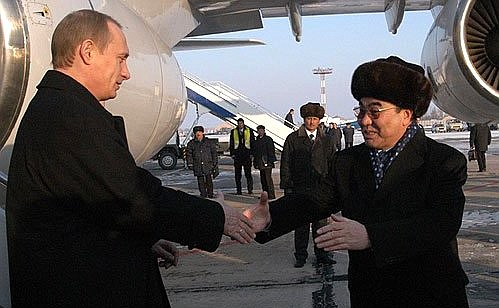
Aszkar Akajev és Vlagyimir Putyin 2002-ben

Az új ország első elnöke Aszkar Akajev lett. Kirgizisztán 1991 december 8-án csatlakozott a Független Államok Közösségéhez, majd a következő évben az ENSZ-hez. Akajev 2002-ben látogatást tett Washingtonban. 
2005-ben kitört a Kirgizisztáni tulipános forradalom. A forradalmi állapotok hatására Akajev márciusban bejelentette lemondását, majd a hegyekbe vonult vissza. Utódja, Kurmanbek Bakijev még nagyobb diktatórikus rendszert alakított ki, mire a kirgiz nép 2010-ben forradalommal válaszolt. Bakijev megbukott, az ország új elnöke Roza Otunbajeva lett, ezzel ő volt Kirgizisztán első női köztársasági elnöke. Annak utódja a mérnök Almazbek Atambajev (2011-2017) lett, akit a jelenlegi elnök, Soronbaj Jeenbekov követett a tisztségén.

## Fordítás
- Ez a szócikk részben vagy egészben  a   History of Kyrgyzstan című angol Wikipédia-szócikk fordításán alapul.  Az eredeti cikk szerkesztőit annak laptörténete sorolja fel. Ez a jelzés csupán a megfogalmazás eredetét és a szerzői jogokat jelzi, nem szolgál a cikkben szereplő információk forrásmegjelöléseként.